# Bezdan (1989.)
Bezdan (eng. The Abyss), američki znanstveno-fantastični film iz 1989. godine nagrađen Oskarom za specijalne efekte. Film je režirao James Cameron, a glavne uloge tumače Ed Harris i Mary Elizabeth Mastrantonio. 
Film je poznat po revolucionarnim podvodnim scenama i danas se smatra ZF klasikom.

## Radnja
Američka nuklearna podmornica strada nakon susreta s tajanstvenim objektom, a vojska angažira zaposlenike obližnje podvodne naftne platforme da dođu do nje i provjere ima li preživjelih. Šef naftaša je Virgil "Bud" Brigman (Ed Harris), a vojnu stranu spasilačke misije predvodi poručnik Hiram Coffey (Michael Biehn). U ekipi istaknutu ulogu ima i Budova supruga Lindsay (Mary Elizabeth Mastrantonio), koja sad radi za vojsku i koja se namjerava razvesti od Buda.
Približavajući se podmornici, članovi posade shvate da je u tim vodama prisutno nešto nepoznato i tajanstveno.

## Glumci
- Ed Harris - Virgil "Bud" Brigman
- Mary Elizabeth Mastrantonio - Lindsay Birgman
- Michael Biehn - Hiram Coffey
- Leo Burmester - Catfish De Vries
- Todd Graff - Alan "Hippy" Carnes
- J.C. Quinn - "Sonny" Dawson

## Vanjske poveznice
- Bezdan na IMDb-u (engl.)